# National Park Trail

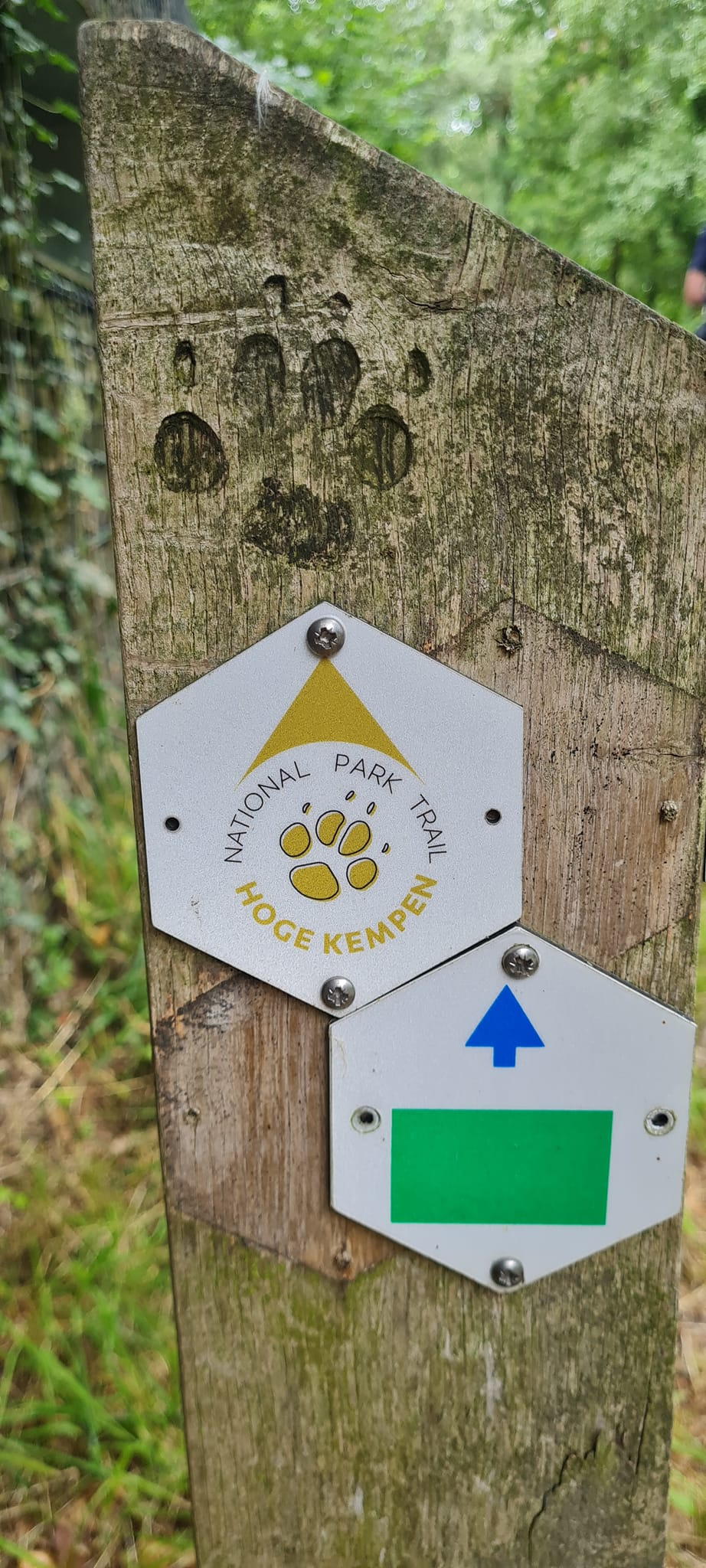
National park Trail Nationaal Park Hoge Kempen

De National Park Trail is een langeafstandswandelpad in Nationaal Park Hoge Kempen in België. Het bewegwijzerde pad is 110 kilometer lang en loopt in 5 etappes door de verschillende deelgebieden van het nationaal park: Kattevennen, Mechelse Heide, Pietersheim, Mechelse Heide, Thorpark, Oudsberg,... Het pad werd geopend in 2022.